# Heiner Joswig
Heiner Joswig (* 16. April 1934 auf der Insel Truk in den Karolinen; † 28. Dezember 2011 in Karlsruhe) war ein deutscher Lehrer, Autor und Illustrator von Kinderbüchern.  Als Heimatforscher lag sein besonderes Interesse in der nordbadischen Geschichte sowie der linguistischen Beschreibung des südfränkischen Dialektes. Als Missionarssohn war er an der Dokumentation der Beziehung zwischen Deutschland und den Kolonien in der Südsee beteiligt.

## Leben und Wirken
Geboren und aufgewachsen ist Joswig als drittes von vier Kindern des Missionars-Ehepaares Otto Joswig und Johanna Emilie Grete Joswig auf Truk (Chuuk) in der Südsee (Pazifik). Im Jahr 1937 folgte die Übersiedlung nach Staffort in das Haus der Liebenzeller Mission. Nach Schule  in Staffort und Gymnasium in  Bruchsal mit Abitur  folgte sein Studium der Sprachwissenschaften, Philosophie und Geographie an den Universitäten in Heidelberg, Freiburg und Sheffield (England) mit den Schwerpunkten Amerikanistik, Anglistik und Urbanistik, das er mit einer Promotion zum Dr. phil. abschloss.
Als Gymnasiallehrer war er in Baden-Württemberg tätig und trat als Studiendirektor 1999 in den Ruhestand. In den Folgejahren unternahm er mehrere Reisen an seinen Geburtsort, um die frühere Missionsstation seiner Eltern, die als Schule dient, zu renovieren. Er wurde Projektleiter der generationenübergreifenden Agenda 21-Gruppe in Stutensee mit Publikationen zu Besonderheiten und linguistischen Strukturen des südfränkischen Dialekts in Staffort und zum Bombenangriff auf dieses Dorf im Jahr 1944. Auch den umfangreichen Schriftwechsel seiner Eltern mit der deutschen Heimat veröffentlichte er als bedeutendes Zeitdokument.
Heiner Joswig war mit Anneliese Joswig geborene Welsch (1935–2012) seit 1961 verheiratet.

## Publikationen (Auswahl)
- So ebbas = Band 1 der Stutensee-Hefte, herausgegeben von der Stadt Stutensee, Karlsruhe 2002
- Als unsere Kirche stehen blieb Stutensee-Hefte, Band 4, Karlsruhe 2004
- Hengd a Engele an da Wan(d), Stutensee-Hefte, Band 6, Stadt Stutensee 2010 ISBN 978-3-9811869-3-2
- Eine Mission; Schriftwechsel der Südseemissionare Grete und Otto Joswig, 1927–1937, 313 Seiten, Staffort 2011